# Comunidad de villa y tierra de Ayllón

Comunidades de villa y tierra de la Extremadura castellana, Ayllón en el centro-derecha del mapa.

La Comunidad de Villa y Tierra de Ayllón es una institución política castellana de origen medieval, un ente jurídico autónomo que nació libremente como un sistema de autogobierno que distribuía justicia y autoridad entre sus vecinos y ordenaba en comunidad el aprovechamiento de las aguas, de las tierras y de los pinares. Se formó con la suma de antiguas costumbres más las necesidades propias de la época. Se organizó el territorio de la extremadura castellana, al sur del Duero, al repoblarse. Tiene una extensión de unos 824 km².
Pertenece al conjunto de las Comunidades Segovianas y linda con las Comunidades de Villa y Tierra de: San Esteban de Gormaz, Caracena, Atienza, Sepúlveda, Fresno de Cantespino y Maderuelo y la zona de Tamajón.

## Historia
Inicialmente estaba integrada en la provincia de Segovia, en la Intendencia de Segovia se identifica con el Partido de Ayllón.
En un intento de reforma de los límites provinciales a inicios del siglo XIX, se la integra en la provincia de Burgos, desligándola de la de Segovia.
- Anexo:División administrativa de Burgos (1826-1829).

Comunidad de Villa y Tierra de Ayllón, compuesta por 2 villas, 35 lugares y 4 despoblados sujetos al Alcalde Mayor de primera clase que ejerce jurisdicción preventiva en la villa capital, y en todos los demás lugares, con el Alcalce Ordinario de la misma, y en la otra villa con el suyo. Contribuye con 62 855 reales y 22 maravedíes. Derechos enagenados 7.800 reales
Dicha división quedó derogada y al realizarse la actual división de provincias, en el año 1833 la comunidad de Ayllón quedó fraccionada, repartiéndose sus pueblos entre Segovia, Soria y Guadalajara.
Tras dicha reforma la comunidad de Villa y Tierra perdió parte de su importancia quedando de forma residual, aprovechamiento en común de algunas fincas de 1.444 hectáreas, (Tejera Negra y Renovizal), sitas en el término de Cantalojas (Guadalajara), que fueron vendidas en 1980.
En la actualidad pervive como entidad cultural.Eclesiásticamente, en sus inicios (1085), Ayllón (y su Tierra) pasa a pertenecer a la diócesis de Osma, pero al reformar en 1088 las de Castilla es asignada a la de Sigüenza. Alquité formó inicialmente parte de la diócesis de Segovia (1123-Bula de Calixto II).
Tras varios siglos de disputa entre ambas, en 1250 es definitivamente asignada a la de Sigüenza.
En 1955, se adecua a los límites provinciales de 1833, repartiéndose entre las diócesis de Segovia, Osma y Sigüenza.

## Localidades
Estaba formada por varios pueblos de las actuales provincias de Segovia (SG), Guadalajara (GU) y Soria (SO).
Ayllón, Aldealázaro, Almiruete (GU), Alquité, Becerril, Campillo de Ranas (GU), Cantalojas (GU), Cenegro (SO), Corral de Ayllón, Cuevas de Ayllón (SO), El Muyo, El Negredo, Francos, Estebanvela, Grado del Pico, Languilla, Liceras (SO), Ligos (SO), Madriguera, Majaelrayo (GU), Martín Muñoz de Ayllón, Mazagatos, Noviales (SO), Ribota, Saldaña de Ayllón, Santa María de Riaza, Santibáñez de Ayllón, Serracín, Torraño (SO), Torremocha (SO), Torresuso (SO), Valvieja, Valdanzo (SO), Valdanzuelo (SO), Villacadima (GU), Villacorta.
Además varios despoblados agregados a otras localidades: Araguetes,Berezal (hoy Berzal en Cenegro), Carrascal, Garavete, Gómez Vela, El Guijón , Povedillas. El Quintanar, 
Robleluengo o Roblengo de Arriba,
Rodrigo,
San Cristóbal,
San Miguel,
Sotoscarros
Vallejuela,
Vallunquera  , Santuy ,
Villacavera, Villaescusa

### Sexmoso grupos de seis pueblos
Los siete sexmeros de los comunes de Ayllón se reunían, con un escribano y un receptor en la Casa de la Tierra, sita en la villa y ahí se discutían los asuntos de la comunidad, de acuerdo con las leyes contenidas en su fuero.
- Villa de Ayllón
- Sexmo de Torraño (SO)
  - Torraño, Torremocha de Ayllón, Ligos
- Sexmo de Valdeliceras (SO)
  - Montejo de Tiermes, Liceras, Torresuso, Cuevas de Ayllón, Noviales
- Sexmo de la Transierra o Allendesierra (GU)
  - Almiruete (de doble jurisdicción, pues la compartían Ayllón y Atienza), Campillo de Ranas, Cantalojas, Majaelrayo, Villacadima
  - En otro listado figuran además: Campillejo, El Espinar, Roblelacasa o Roblecasa y Robleluengo
- Sexmo de Saldaña (SG)
  - Aldealázaro, Ribota, Saldaña de Ayllón, Valvieja, Alquité, Martín Muñoz de Ayllón
- Sexmo de la Sierra (SG)
  - Madriguera, Becerril, El Muyo, El Negredo, Serracín, Villacorta.
- Sexmo de Mazagatos o de Valdanzo
  - Santa María de Riaza, Languilla, Mazagatos, Corral de Ayllón (SG)
  - Valdanzo, Valdanzuelo, Cenegro (SO)
- Sexmo del Río (SG)
  - Francos, Estebanvela, Grado del Pico, Santibáñez de Ayllón